# Ooencyrtus quercicola
Ooencyrtus quercicola is een vliesvleugelig insect uit de familie Encyrtidae. De wetenschappelijke naam is voor het eerst geldig gepubliceerd in 1961 door Erdös.